# ارسون
ارسون یک روستا در ایران است که در دهستان خانندبیل غربی واقع شده‌است. ارسون (ارسین) از روستاهای بسیارقدیمی خلخال است،پیشه اهالی ارسون دامداری وکشاورزی وزنبورداری است. درختان گردو باقدمت بالایی دراین روستا وجوددارد،مردمان خونگرم ارسون برای آبادانی روستایشان همیشه با هم متحد هستند.گردوی ارسون بهترین کیفیت گردو را دارد.روستای سرسبز ارسون با وجود چشمه های پرآبش نگین سبز منطقه خلخال محسوب می شود.